# Castiello de Jaca
Castiello de Jaca é um município da Espanha na província de Huesca, comunidade autónoma de Aragão, de área 17,43 km² com população de 249 habitantes (2007) e densidade populacional de 11,36 hab/km².

## Demografia
| Variação demográfica do município entre 1991 e 2004 | Variação demográfica do município entre 1991 e 2004 | Variação demográfica do município entre 1991 e 2004 | Variação demográfica do município entre 1991 e 2004 |
| --------------------------------------------------- | --------------------------------------------------- | --------------------------------------------------- | --------------------------------------------------- |
| 1991                                                | 1996                                                | 2001                                                | 2004                                                |
| 139                                                 | 156                                                 | 188                                                 | 198                                                 |